# 2016年東京オリンピック構想

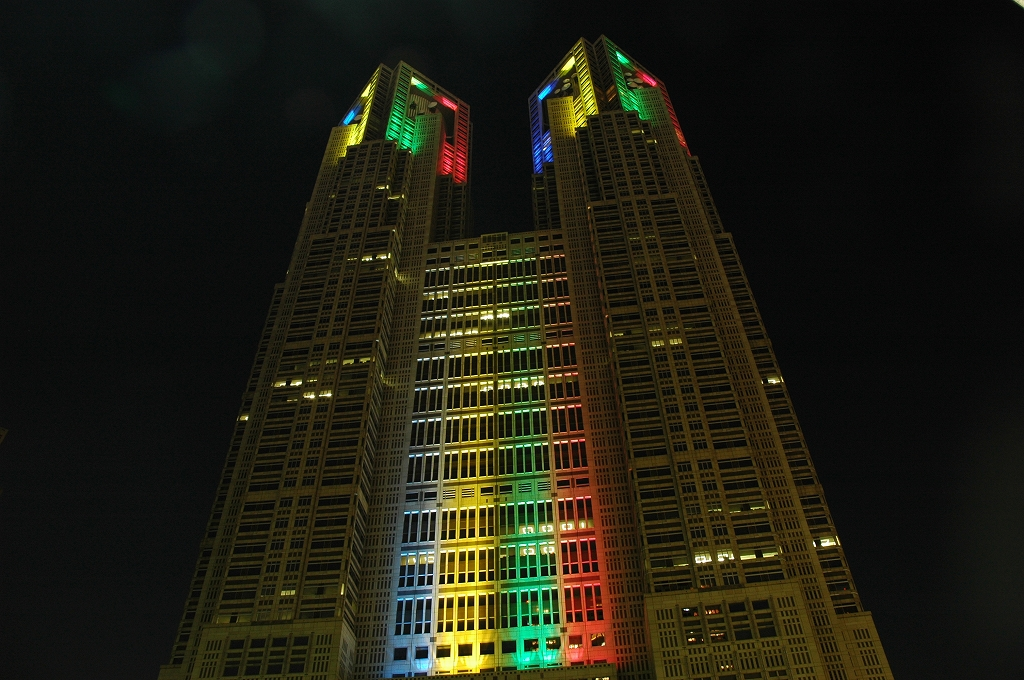
オリンピックカラーのライトアップで照らされた東京都庁

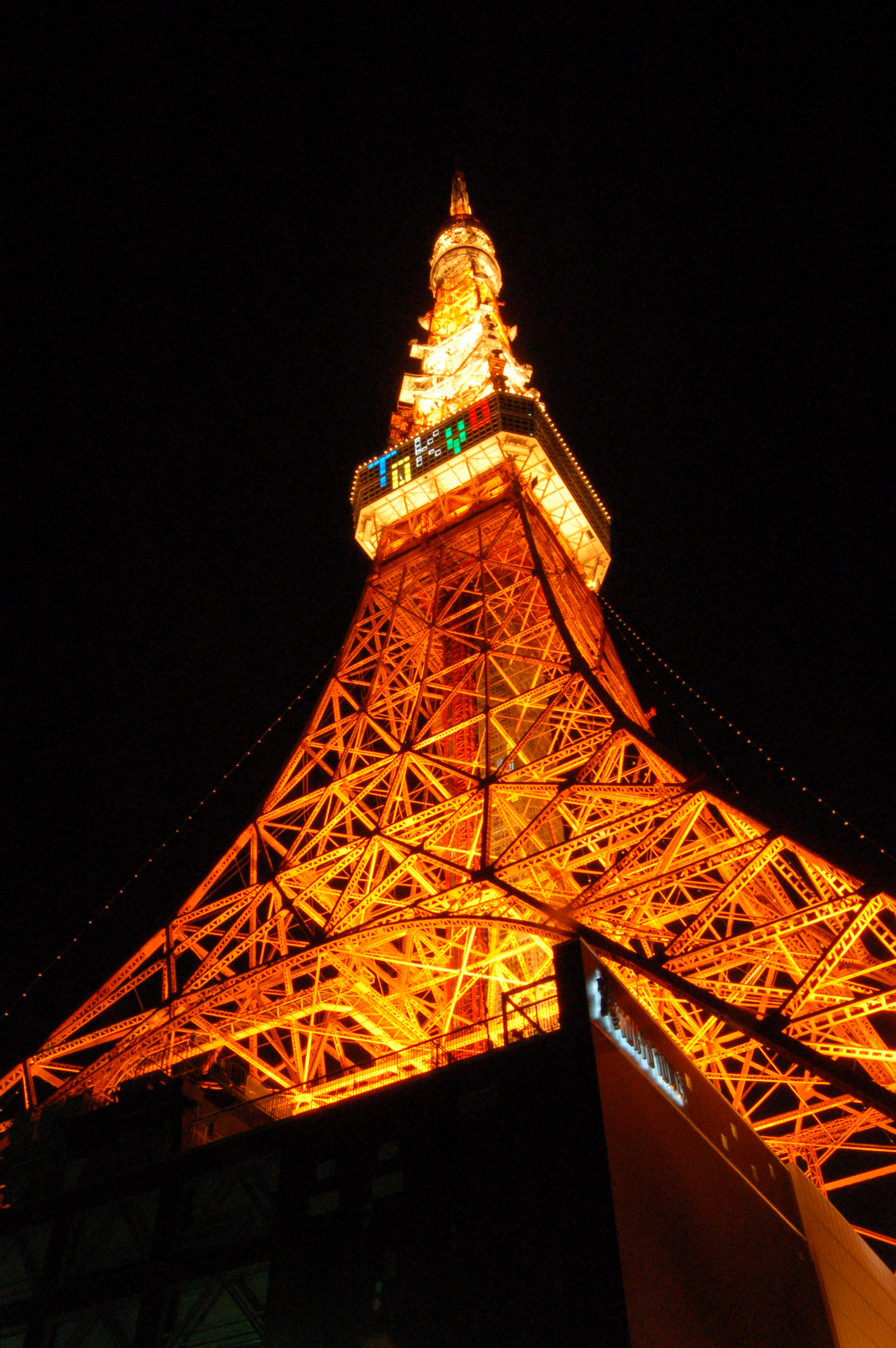
TOKYOの文字が表示された東京タワー

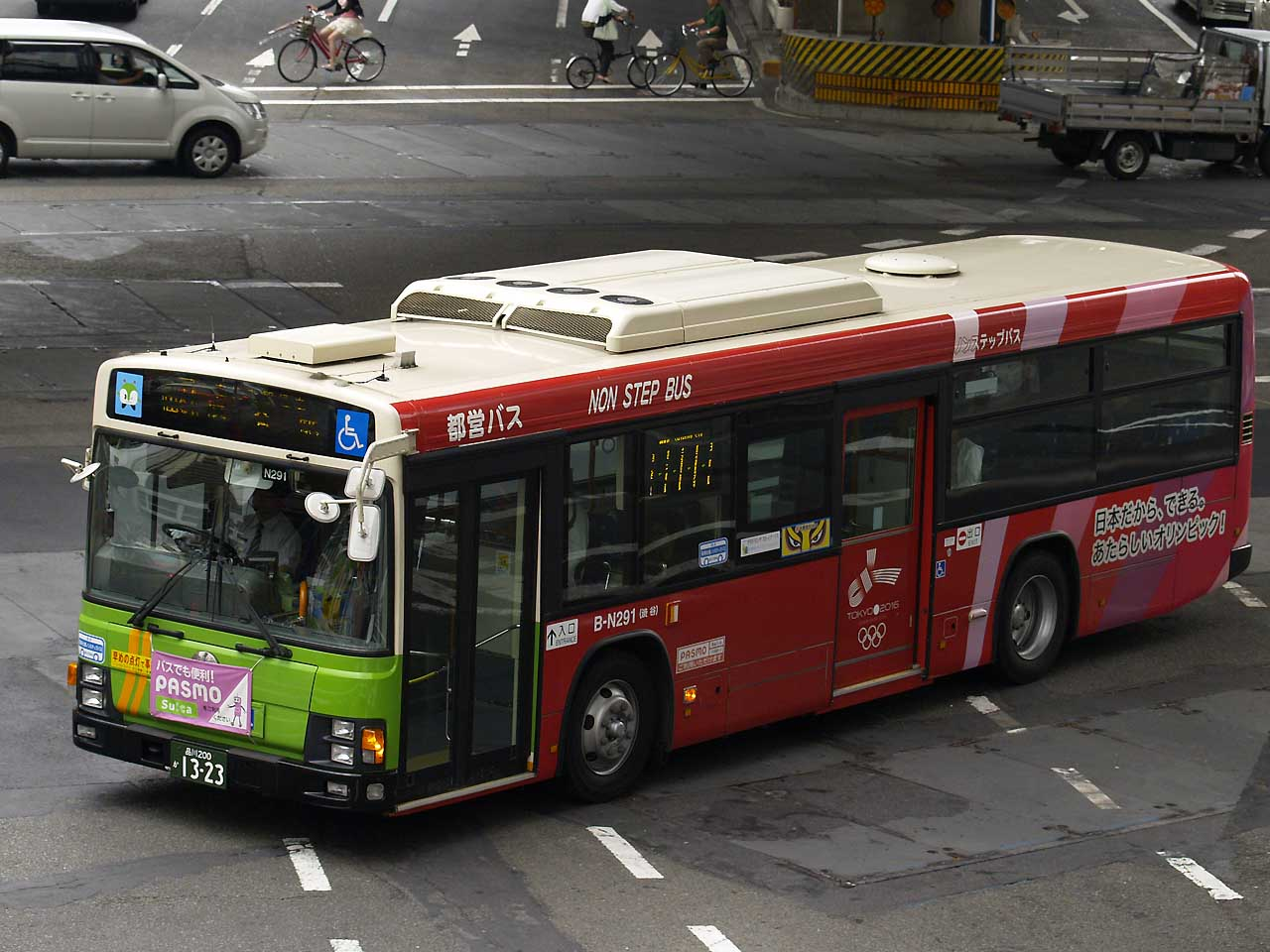
東京オリンピック誘致のラッピング装飾が施された都営バス（2008年6月撮影）

2016年東京オリンピック構想（2016ねんとうきょうオリンピックこうそう）は、2016年の夏季オリンピックを東京都に招致する構想。国際オリンピック委員会（IOC）へ2016年大会開催の立候補を申請したが、招致は実現しなかった。
東京都知事の石原慎太郎が提唱し、招致活動が進められていた。実現すれば、日本の夏季オリンピックでは1964年の東京オリンピック以来52年ぶり、日本では長野市（長野県内各地）で1998年冬季オリンピックが開催されて以来18年ぶり、21世紀になってからは日本での初開催となるはずであった。また、アジアでは初の夏季五輪の2回開催を目指していたが、2009年にコペンハーゲンで行われたIOC総会の開催都市の第2回目の投票で最少得票数だったため落選、招致に失敗した。その後、2011年の東京都知事選挙で4選を果たした石原が、2020年のオリンピックへの立候補を表明、石原の都知事退任後も新都知事の猪瀬直樹に引き継がれ、2006年から2013年と7年越しの東京招致を実現している。

## これまでの活動
2006年
- 3月8日 - 東京都議会でオリンピック開催招致を決議。
- 4月1日 - 東京都庁内に招致本部設置。
- 4月28日 - 日本オリンピック委員会（JOC）に対して「立候補意思表明書」を提出し正式立候補。
- 6月30日 - 日本オリンピック委員会（JOC）に「第31回オリンピック競技大会開催概要計画書」を提出。
- 8月30日 - 国内候補地選定委員会で福岡市を破る。

2007年
- 2月18日 - オリンピック招致のアピールを目的とした第1回東京マラソンを開催。
- 7月10日 - 水引をモチーフとした招致ロゴを発表（デザインは栄久庵憲司）[1]。
- 9月11日 - 閣議で2016年夏季オリンピックを東京都に招致することを了承。
- 9月13日 - 立候補受付締め切り。東京の他にシカゴ（アメリカ・イリノイ州）、マドリード（スペイン）、プラハ（チェコ）、リオデジャネイロ（ブラジル）、ドーハ（カタール）、バクー（アゼルバイジャン）の計7都市が立候補。
- 11月19日 - 2016年東京オリンピック・パラリンピック開催基本計画を発表。

2008年
- 1月10日 - 25項目から成る申請ファイルをIOCに提出。
- 6月4日 - IOC理事会による1次選考を東京・マドリード・シカゴ・リオデジャネイロの4都市が突破、東京がトップの評価を得た。

2009年
- 1月26日 - 東京ミッドタウンホールにて、「TOKYO MOVE UPトークスペシャル」（主催 / TOKYO MOVE UP PROJECT実行委員会）が開催される。
- 2月12日 - IOCに詳細な開催計画を示した立候補ファイルを提出した。また、東京五輪招致委員会は政府の財政保証を得たと発表した[2]。報道によると、日本の五輪招致では初の財政保証となる[3]。
- 2月24日 - 招致委員会が発表した財政保証の件について、日本政府は質問主意書への答弁書にて、債務を保証する措置を講じたい旨の意思表示であるとして、財政保証の締結を否定している。また、本件の国会議決の必要性は、財政保証の締結ではない為否定している[4][5]。
- 3月16日 - 東京都オリンピック招致委員会が日本体育大学と連携協定（東京五輪招致支援）を締結。
- 3月18日 - 東京五輪招致を国が支援する国会決議案が自民、公明、民主の賛成多数で可決される[6]。日本政府による財政保証については、与党が当時の最大野党であった民主党へ配慮したこともあり、具体策には触れていない内容であった[7]。
- 4月16日 - 国際オリンピック委員会（IOC）評価委員会による現地調査が都内のホテルで始まり、招致委員会が立候補ファイル（開催計画書）に関する説明と、「環境対策」「世界一コンパクトな大会」「1964年東京五輪の施設の再利用」などのアピールをおこなった。また冒頭の歓迎式では麻生太郎首相が政府として全面的に支持すると訴え、「必要な資金は手当てする」と国の財政保証を約束するアピールをおこなった[8]。
- 4月17日 - 国際オリンピック委員会 (IOC) 評価委員会による現地調査2日目は、競技会場や予定地の視察が行われた。当初、道路渋滞が懸念されていたが、警視庁との協力で渋滞に巻き込まれることなく、時間通りに終了することが出来た。最初に訪れた晴海の東京オリンピックスタジアム建設予定地では、東京大学との協力で、最先端技術を駆使し、特殊なゴーグルを装着すると目の前にスタジアムが現れ、目線の移動と共に、スタジアムの視点も変わるといった技術に、評価委員会のメンバーは驚きを見せた。その後は、メディアセンター・レスリング・フェンシングの会場となる東京ビッグサイトを視察し、東京の都市模型などを見学したほか、都内の競技会場を視察した。
- 4月18日 - 国際オリンピック委員会 (IOC) 評価委員会による現地調査3日目はパラリンピックなどに関する説明を行った。また、夕方には迎賓館赤坂離宮で麻生首相主催による晩餐会が、石原東京都知事による乾杯の言葉により始まった。
- 4月19日 - 国際オリンピック委員会 (IOC) 評価委員会による現地調査4日目は、治安などに関する説明を行った。また、夕方には評価委員会のナワル・ムータワキル委員長らが記者会見を開き、東京について、「質の高い計画で、非常にコンパクトだと感じた。すべての関係者にとって優しい計画だ」「東京のコンセプトに感銘した」「老若男女の根強い支援を感じた」など、高評価を得た。
- 4月20日 - 国際オリンピック委員会 (IOC) 評価委員会が東京における現地調査の全日程を終え、離日。
- 6月17日 - 6月18日 - IOC委員に対してプレゼンテーションを行い、世論の支持が高まったことや、治安の良さ、財政の補償などをアピールし、シカゴと共に高評価を得た。
- 8月14日 - 9月4日まで、メッセージフラッグキャンペーンを実施。メッセージの第1弾は漫画家の高橋陽一。
- 9月2日 - IOC評価委員会が、投票時に参考となる評価報告書を作成し、東京は半径8km以内にほとんどの競技会場を集約させたコンパクトな会場計画や、犯罪率の低い治安の良さ、政府による確実な財政補償、環境面などで評価された。一方、世論の支持やメインスタジアム周辺の輸送面、選手村の規模などに懸念があるとされた。
- 9月11日 - 無料ウェブコミック配信サイト『MiChao!』にて、マラソンコースがどのように造られていくのかを描いた漫画「2016への挑戦 -Run to the World!-」（作画：岩田やすてる）が配信された。配信期間は約1ヶ月。
- 9月26日 - 石原都知事がコペンハーゲンへ出発。
- 9月28日 - 平野博文内閣官房長官が、「東京は（五輪開催によっておきる）環境負荷を減らすための独自の構想を提示している。地球環境の大切さを訴えるのにも良い機会になる」との判断により、「鳩山由紀夫首相がIOC総会へ出席する」ことを正式発表。尚、国内の公務が多忙な為、1泊3日の強行日程で半日程度滞在し、開催地結果発表前に帰国。

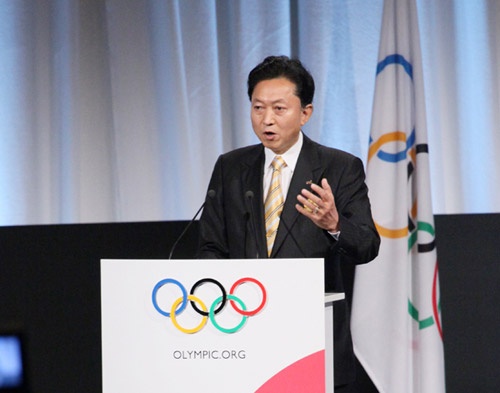
IOC総会での内閣総理大臣鳩山由紀夫

- 10月2日 - デンマークの首都コペンハーゲンで行われた第121次IOC総会で、各都市の最終プレゼンテーションが行われた。その後、ロゲ会長や立候補都市を抱える国の委員以外のIOC委員による投票が行われ、東京は2回目の投票で落選した（第3位）。
  - 最終プレゼンテーションのプレゼンターと投票結果は次のとおり。(役職は当時の者も含む)
    - 三科怜咲(15歳の体操選手)
    - 猪谷千春(IOC委員・IOC副会長)
    - 岡野俊一郎(IOC委員)
    - 鳩山由紀夫(内閣総理大臣)
    - 石原慎太郎(東京都知事・東京招致委員会会長)
    - 竹田恒和(日本オリンピック委員会会長)
    - 河野一郎(東京招致委員会事務総長)
    - 荒木田裕子(アジアオリンピック委員会理事・モントリオール五輪バレーボール金メダリスト)
    - 室伏広治(アテネ五輪ハンマー投げ金メダリスト)
    - 小谷実可子(ソウル五輪シンクロナイズドスイミング銅メダリスト)
    - 河合純一(パラリンピック競泳選手)
    - 田口亜希(パラリンピック射撃選手)

| 都市             | 国             | 1回目 | 2回目 | 3回目 |
| ---------------- | -------------- | ----- | ----- | ----- |
| リオデジャネイロ | ブラジル       | 26    | 46    | 66    |
| マドリード       | スペイン       | 28    | 29    | 32    |
| 東京             | 日本           | 22    | 20    | ―     |
| シカゴ           | アメリカ合衆国 | 18    | ―     | ―     |

2010年
- 4月10日 - 東京都中央区晴海のオリンピック施設予定地に常設飛行船発着場を整備[9]。
- 5月31日 - 河野一郎事務総長を始め招致委員会全理事が全員退任[10]。
- 7月1日 - 『東京オリンピック・パラリンピック招致委員会』、『国際スポーツ東京委員会』に改称[11]。

## 開催概要

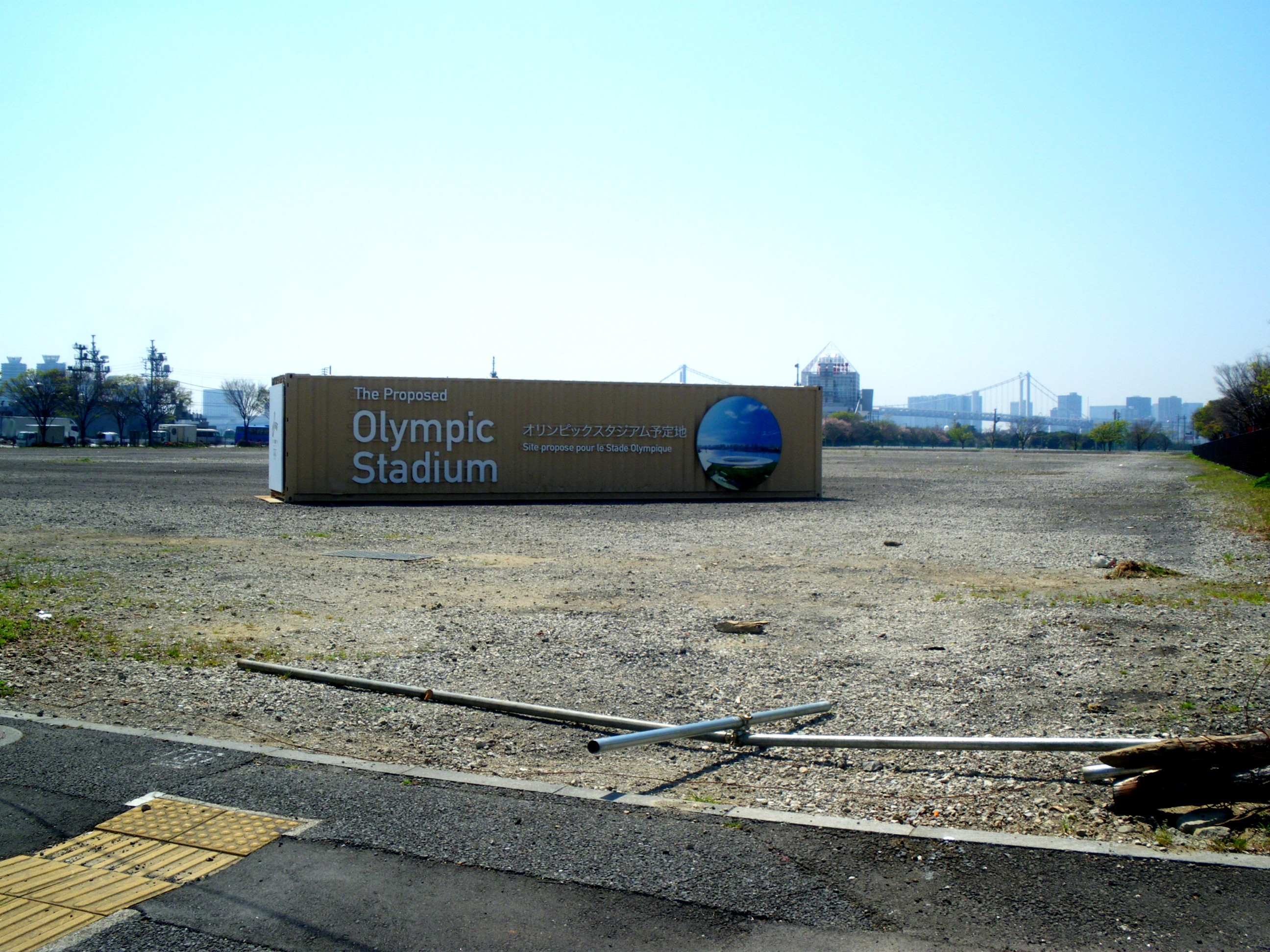
メインスタジアム建設予定地となっていた中央区の晴海地区。現在は2020年東京オリンピック時の選手村（HARUMI FLAG）が建っている。

欧米の大都市が複数回のオリンピックを開催している事を踏まえ、世界的に成熟した都市として東京でもオリンピックの複数回開催を実現し、21世紀の都市文明の模範を示す事を図っている。メインスタジアムを中央区晴海地区に置き、すべての競技会場がほぼ半径8km圏内のコンパクトオリンピックを目指す。
正式名称：第31回オリンピック競技大会
英文名称：The Games of the XXXI Olympiad
競技数：26競技
コンセプト
- 平和に貢献する 世界を結ぶオリンピック・パラリンピック
- 世界で唯一、戦後60年間一貫して平和を貫いてきた日本で開催することで、平和の尊さを世界に訴える。
- 次代の世界を担う若者たちが主役となるオリンピック・パラリンピックを通じて、世界平和を希求する日本人の心を伝える。

- 世界最高の環境 ヒーローたちの檜舞台
  - 世界の都市の中で最も先駆的な取り組みをしている東京から、地球環境の大切さを世界に発信。
  - コンパクトな計画の下、参加するすべての選手が自己最高記録を出せる世界最高の檜舞台を用意。

開催時期
2016年7月29日から8月14日までの17日間
（第98回全国高等学校野球選手権大会の大会時期も重ならない様なスケジュールが取られる）
メイン競技場と選手村
晴海埠頭に新設予定で常設8万人、仮設2万人を収容
選手村は、有明地区で収容人員は18,500人
競技施設・会場
都心の半径8km圏内に殆どの競技施設が点在する
- 東京オリンピックスタジアム - 開閉会式・陸上・サッカー（決勝）・マラソン（ゴール）
- 東京オリンピックスタジアム〜勝どき - 競歩のコース
- 国立霞ヶ丘競技場〜銀座・皇居〜東京オリンピックスタジアム - マラソンコース
- 有明テニスの森 - テニス
- お台場海浜公園 - トライアスロン
- 潮風公園 - ビーチバレー
- 東京ビッグサイト - レスリング・フェンシング・テコンドー
- 国立代々木競技場 - ハンドボール
- 代々木公園アリーナ - バレーボール
- 東京体育館 - 卓球
- 日本武道館 - 柔道
- 皇居外苑〜甲州街道〜稲城大橋有料道路〜多摩丘陵（多摩ニュータウン向陽台地区）〜東京都道41号稲城日野線 - ロードレース（自転車競技）
- 東京国際フォーラム - ウエイトリフティング
- 海の森 - 馬術（クロスカントリー）
- 海の森 - ボート・カヌー（フラットウォーター）・水泳（マラソン10km）
- 海の森 - 自転車（マウンテンバイク・BMX）
- 辰巳の森海浜公園 - 水泳（競泳・飛込・水球・シンクロ）・近代五種（水泳）
- 夢の島競技場 - 馬術（馬場馬術・障害飛越）
- 夢の島公園 - アーチェリー
- ユースプラザ - バドミントン・バスケットボール・体操（体操・新体操・トランポリン）
- 葛西臨海公園 - カヌー（スラローム）
- 若洲オリンピックマリーナ - セーリング
- 大井ふ頭中央海浜公園 - ホッケー・自転車（トラックレース）
- 大井競馬場 - 近代五種
- 国技館 - ボクシング
- 陸上自衛隊朝霞訓練場 - 射撃
- 札幌ドーム・埼玉スタジアム2002・東京スタジアム・横浜国際総合競技場・長居スタジアム（大阪）- サッカー（予選）
- 国立霞ヶ丘競技場 - サッカー（予選）・マラソン（スタート）

その他関連施設
- 選手村 - 江東区有明に建設
- 国際放送センター（IBC）・メインプレスセンター（MPC）- 東京ビッグサイトに建設
- 帝国ホテル - IOC本部

費用
招致経費55億円
大会組織委員会予算2,943億円
施設の整備費用4,965億円（国からの補助金を想定、都の負担は453億円）

## 国内候補地決定までのいきさつ
- 2005年1月、JOC会長の竹田恒和が、2016年、2020年のオリンピック開催に向けて努力していきたいと年頭挨拶
- 2005年9月、東京都、福岡市がそれぞれ、オリンピック招致を表明
- 2006年4月、東京都、福岡市がJOCに立候補意思表明書を提出
- 日本では、当初東京、福岡のほか札幌にも立候補の意向があったが、その後札幌市は財政問題から立候補見送りを表明、東京と福岡による一騎討ちの招致合戦となった。2006年6月末から、JOC委員、および各競技団体による現地視察が行われ、同年8月30日、JOCの選定委員会（55人）の投票で、東京都が33票を獲得し、22票の福岡市を抑え最終候補都市を東京に決定した。
- 最終候補決定のおよそ1ヶ月前となる7月23日、東京と福岡の大学生達が国内の招致機運を高めようと「日本にオリンピックを呼ぼう!シンポジウム」を開催した。企画したのは、東京五輪招致の支援団体「2016年東京オリンピックを望む学生の会」（久保田成代表、大学生約140人）と、福岡五輪招致を応援する市民団体「維新の志」（佐伯岳大代表、大学生ら約30人）。学生の会が「五輪招致への関心が低い。次世代を担う若者たちで五輪の素晴らしさを考えよう」と維新の志に協力を呼び掛け、共催が実現した。シンポジウムには、福岡市と東京都の招致担当者や、ソウルオリンピックの野球銀メダリスト、プロ野球東京ヤクルトスワローズ監督の古田敦也（プロ野球オールスターゲーム延期の為欠席）、スポーツジャーナリストの金子達仁、東京オリンピックで“東洋の魔女”と呼ばれた全日本女子バレーボール元主将の河西昌枝らが参加。この五輪やスポーツの魅力について語り合うという初の試みは、マスコミの注目を集めた。
- 「東京オリンピック招致大使」には、星野仙一、有森裕子、山下泰裕、クルム伊達公子、野口健、古田敦也のアスリートのほか、みのもんた、萩本欽一が任命され、テレビCMも作られた[13]。
- 2009年7月、東北新社グループの協力を得た招致委員会は、CS放送局「スター・チャンネル」「スーパー！ドラマＴＶ」「ファミリー劇場」「クラシカ・ジャパン」「ヒストリーチャンネル」「ザ・シネマ」の6チャンネルで計250回の宣伝放送を行うことを発表した[14]。

## 招致構想の変遷

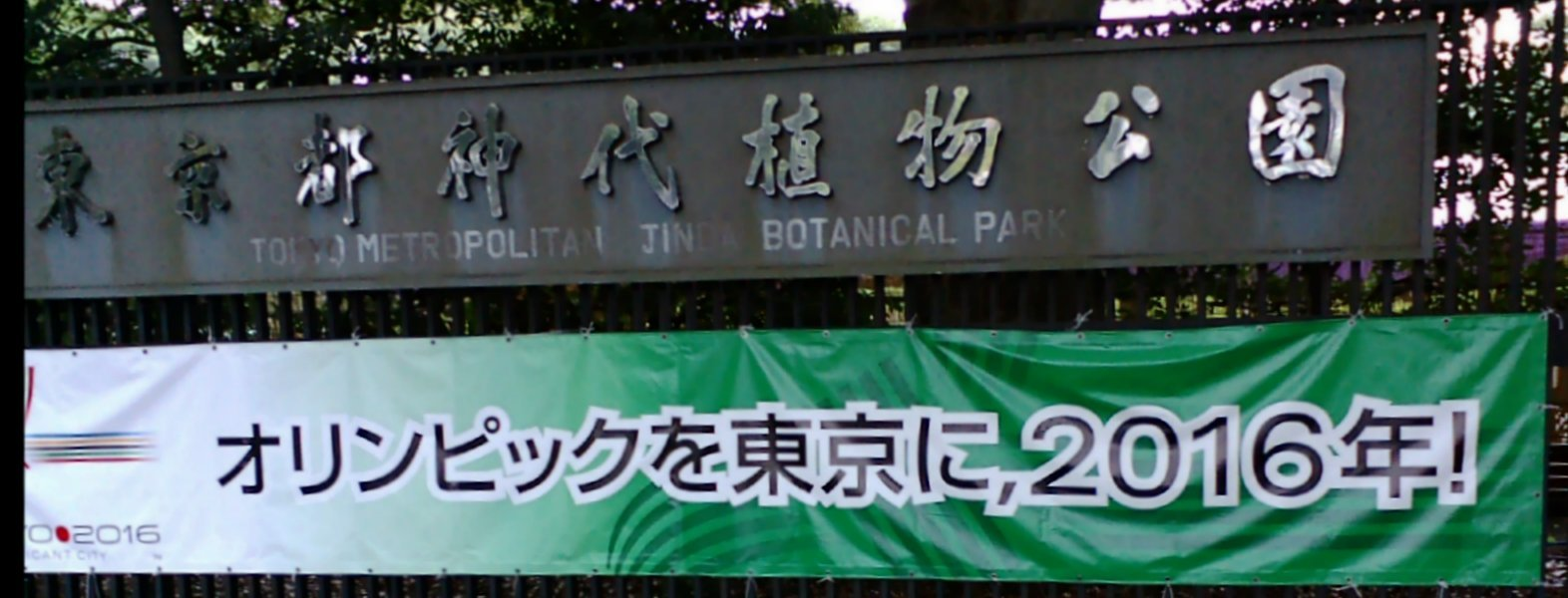
神代植物公園に掲げられた招致キャンペーンの横断幕

招致構想の初期では代々木公園・神宮外苑の再開発を行い、国立霞ヶ丘競技場の建替えもしくは大規模な改修、明治神宮国際オリンピックドーム（仮称）の建設などが計画されていた。国内候補地選定では競技団体から意見を聞かずに競技施設を配置したため、バレーボール、トライアスロン、射撃の関係者から反発があがった。
基本計画書ではこれらの意見を踏まえた変更がなされ、半径10kmから半径8kmへとさらに「コンパクト」になったが、新設施設が倍増したため競技施設整備費は2,850億円から3,250億円と増加した。
なお、基本計画書は、ロンドンオリンピックの実施競技をもとに計画されている。
2006年時点で石原慎太郎は、8割以上（の会場）が「既存施設のリニューアル」で対応できると、候補地ライバルだった福岡に対するアドバンテージを語っていた。石原はグランドデザインの総監督を建築家の安藤忠雄に要請した。安藤は代々木体育館など、1964年の東京五輪で使用された施設を補修して使うことを提案したという。

## 経費を巡るトラブル
東京都は、2016年大会の落選後も2020年東京オリンピック構想による2020年大会の誘致を目指していたところ、2012年になって、2016年大会の招致費の経理書類が保存期間であるにもかかわらず紛失していたことが明らかになった（帳簿が焼却された経緯がある1998年長野オリンピック#大会運営費にまつわる問題も参照）。
招致委員会は2010年3月、東京都議会において、約150億円にものぼる招致活動費（うち東京都の分担金は18億円）の事情について喚問を受けた。2009年10月には、この約150億円の招致活動費のうち、3分の1を超える約53～54億円については電通と委託契約を結び、ほぼ100％近くが入札なしの随意契約だったことが都議会決算特別委員会で明らかになっていた。
事業内容の検証が不可能となる懸念が出ており、2020年大会の招致機運に悪影響を及ぼす可能性が出ていた。
しかし、結果的に2020年大会の招致に成功し、東京の56年ぶりのオリンピック開催が決定した（2020年夏季オリンピックの開催地選考も参照）。

## 役員一覧
| 役職   | 役職         | 役職         |              | 設立時 07.2  | 都市選定 '08.6 | 総会時 '09.10 |
| ------ | ------------ | ------------ | ------------ | ------------ | -------------- | ------------- |
| 会長   | 都知事       | 都知事       | 石原慎太郎   | 石原慎太郎   | 石原慎太郎     |               |
| 副会長 | JOC会長      | JOC会長      | 竹田恆和     | 竹田恆和     | 竹田恆和       |               |
| 副会長 | 副知事       | 副知事       | 横山洋吉     | 谷川健次*    | 佐藤広         |               |
| 理事   | 都招致本部長 | 都招致本部長 | 熊野順祥     | 荒川満       | 荒川満         |               |
| 理事   | 建築家       | 建築家       | 安藤忠雄     | 安藤忠雄     | 安藤忠雄       |               |
| 理事   | J O C        | IOC          | 猪谷千春     | 猪谷千春     | 猪谷千春       |               |
| 理事   | J O C        | IOC          | 岡野俊一郎   |              |                |               |
| 理事   | J O C        | 事務総長     | 河野一郎     | 河野一郎     | 河野一郎       |               |
| 理事   | J O C        |              | 林務         | 遅塚研一     | 福田富昭       |               |
| 理事   | J O C        | 小谷実可子   |              |              |                |               |
| 理事   | J O C        | -            | -            | 市原則之     |                |               |
| 理事   | J O C        | -            | -            | 荒木田裕子   |                |               |
| 理事   | J O C        | 日体協会長   | 森喜朗       | 森喜朗       | 森喜朗         |               |
| 理事   | 経団連会長   | 経団連会長   | 御手洗冨士夫 | 御手洗冨士夫 | 御手洗冨士夫   |               |
| 理事   | 日商会頭     | 日商会頭     | 山口信夫     | 岡村正       | 岡村正         |               |
| 理事   | 都議会議員   | 都議会議員   | 山﨑孝明     | 高島直樹     | 高島直樹       |               |
| 理事   | JPC委員長    | JPC委員長    | -            | 北郷勲夫     | 北郷勲夫       |               |
| 理事   | オリンピアン | オリンピアン | -            | -            | 室伏広治       |               |
| 監事   | JOC監事      | JOC監事      | 岩楯昭一     | 岩楯昭一     | 岩楯昭一       |               |
| 監事   | 都財務局長   | 都財務局長   | 谷川健次*    | 村山寛司     | 村山寛司       |               |